# Arnaud Lusamba
Arnaud Lusamba (Metz, 4 gennaio 1997) è un calciatore francese naturalizzato congolese (Repubblica Democratica del Congo), centrocampista del Baniyas e della nazionale congolese.

## Palmarès

### Club

#### Competizioni nazionali
- Campionato francese di seconda divisione: 1

Nancy: 2015-2016